# Nemognatha lurida
Nemognatha lurida är en skalbaggsart som först beskrevs av Leconte 1853.  Nemognatha lurida ingår i släktet Nemognatha och familjen oljebaggar.

## Underarter
Arten delas in i följande underarter:
- N. l. lurida
- N. l. apicalis